# Zbór Kościoła Zielonoświątkowego „Filadelfia” w Myszkowie
Zbór Kościoła Zielonoświątkowego „Filadelfia” w Myszkowie – dawny zbór ewangeliczny o charakterze zielonoświątkowym, działający w Myszkowie. Należał do okręgu południowego Kościoła Zielonoświątkowego w RP.  

## Dom Modlitwy
Obecnie członkowie zboru myszkowskiego uczestniczą w nabożeństwach w zborze Ebenezer w Zawierciu (niedziela g. 10.00, środa g. 18.00).

## Działania
W kaplicy zboru znajdowały się pomieszczenia w których odbywały się zajęcia dla dzieci. Zbór prowadził wsparcie dla osób potrzebujących z terenu Myszkowa i okolic, wydając żywność i ubrania pozyskane ze zbiórek, akcji, darów zagranicznych.